# Oncle Bazar
Oncle Bazar de son vrai nom Jean Paul Amoussou, né en 1970, est un artiste, comédien, acteur, réalisateur, producteur, vidéaste et de scénariste,, béninois.

## Vie privée
Il est né en 1970 à Treichville, en Côte d'Ivoire. En 2017, il a été victime d'un vol dans la nuit du 3 juin 2017 à Grand-Popo, dans le département du Mono. Le crime a été perpétré par un officier de police en service à Lokossa et un soldat en service à la Base Navale de Grand-Popo.

## Carrière
Durant son parcours à l'école primaire, il a rejoint la troupe de théâtre scolaire et s'est produit à plusieurs reprises. Il a également remporté plusieurs prix pour ses performances théâtrales. Plus tard, lors de ses études secondaires, il a rencontré Justin Avolonto, alors Directeur du CSP (Cours Secondaire Protestant). Sous sa direction, Amoussou a perfectionné ses compétences d'acteur en participant à de nombreuses activités artistiques et culturelles organisées par le lycée. Par la suite, il a eu l'occasion de rencontrer feu le Professeur Momby,. Grâce à sa participation à plusieurs pièces de théâtre populaires et séries télévisées, il est devenu une figure marquante du domaine artistique et culturel africain, connu sous le nom d'"Oncle Bazar". En 2003, Amoussou a été décoré du titre de Chevalier de l'Ordre du Mérite du Bénin. En 2004, il a été reconnu comme le Meilleur Artiste de l'Année. En 2010, il a produit le film "La Main Noire". Son film a été sélectionné pour le Festival du Film Africain de Khourigha au Maroc. En 2011, son œuvre "Houédjizo" a été retenue par ce même festival ainsi que pour représenter le Festival Panafricain du Cinéma et de la Télévision de Ouagadougou (Fespaco) 2011. Trois de ses autres films, à savoir "Djibiti", "La Main Noire" et "Houédjizo", ont été choisis pour être présentés aux Rencontres audiovisuelles de Douala (Rado) au Cameroun. Le film "Djibiti" a connu un succès commercial notable, avec près de quarante mille exemplaires vendus en VCD (Video CD). Fort de cette réussite commerciale, la deuxième partie du film "Djibiti 2" a été envisagée Le téléfilm est sorti en novembre 2008, avec un budget estimé à 16 millions de francs CFA. En 2014, il a réalisé les téléfilms "Mon Invité" et "Mon Ménage",,.

## Filmographie
| Année | Film               | Rôle        | Genre | Réf.   |
| ----- | ------------------ | ----------- | ----- | ------ |
| 2008  | Djibiti            | acteur      | Film  | [ 11 ] |
| 2008  | Djibiti 2          | acteur      | Film  |        |
| 2010  | Main noire (La)    | réalisateur | Film  |        |
| 2010  | Main noire II (La) | réalisateur | Film  |        |
| 2011  | Calebasse (La)     | réalisateur | Film  |        |
| 2016  | Mon invité         | réalisateur | Film  |        |